# 명창
명창(明昌, 1190년 ~ 1196년 11월)은 금나라 장종(章宗) 완안 경(完顔 璟)의 첫번째 연호이다. 6년 11개월 가량 사용하였다.

## 개원
- 대정(大定) 30년 1월 1일[1](1190년 2월 7일)에 연호를 명창(明昌)으로 개원함.[2][3][4]

- 명창(明昌) 7년 11월 23일[5](1196년 12월 14일)에 연호를 승안(承安)으로 개원함.[6][7][4]

## 연대 대조표
| 명창       | 원년            | 2년        | 3년        | 4년        | 5년        | 6년             | 7년        |
| 서기(西紀) | 1190년          | 1191년     | 1192년     | 1193년     | 1194년     | 1195년          | 1196년     |
| 간지(干支) | 경술(庚戌)      | 신해(辛亥) | 임자(壬子) | 계축(癸丑) | 갑인(甲寅) | 을묘(乙卯)      | 병진(丙辰) |
| 남송(南宋) | 소희(紹熙) 원년 | 2년        | 3년        | 4년        | 5년        | 경원(慶元) 원년 | 2년        |

## 동시대 연호

### 중국
송(宋)
- 소희(紹熙) (1190년 ~ 1194년)
- 경원(慶元) (1195년 ~ 1200년)

서하(西夏)
- 건우(乾祐) (1170년 ~ 1193년)
- 천경(天慶) (1194년 ~ 1206년)

대리국(大理國)
- 원형(元亨) (1185년 ~ 1195년)
- 정안(定安) (1195년 ~ 1200년)

서요(西遼)
- 천희(天禧) (1177년 ~ 1211년)

기타
- 야율덕수(耶律德壽) 신성(身聖) (1196년)

### 베트남
- 티엔뜨자투이(天資嘉瑞) (1186년 ~ 1202년)

### 일본
- 분지(文治) (1185년 ~ 1190년)
- 겐큐(建久) (1190년 ~ 1199년)

## 같이 보기
- 중국의 연호 목록